# 1771 год в науке
В 1771 году произошли различные научные и технологические события, некоторые из которых представлены ниже.

## События
- Открытие первой фарфоровой мануфактуры во французском Лиможе.
- Банкротство «Компании шерстяных мануфактур» в Польше.
- Эпидемия чумы в Москве.
- Ламберт в «Космологических письмах об устройстве мироздания», независимо от Канта, развил идею иерархической Вселенной.
- Мессье и Мешен составили «Каталог туманностей и звёздных скоплений», изданный в 1781 и в 1784 гг.

## Награды и премии
- Медаль Копли присуждена английскому астроному Матеву Реперу[англ.].

## Родились
- 28 марта — Гильфердинг, Иван Фёдорович, коллежский советник, педагог и переводчик (ум. 1836).
- 14 мая — Роберт Оуэн, английский социалист-утопист (ум. 1858).
- 6 ноября — Иоганн Алоиз Зенефельдер, изобретатель литографии (ум. 1834).

## Скончались
- 26 декабря — Клод Адриан Гельвеций, французский философ (р. 1715).
- 31 декабря — Христиан Адольф Клоц, немецкий филолог-классик[1].